# Shine On (álbum de Jet)
Shine on es el segundo álbum de estudio de la banda de rock australiana Jet, Fue grabado en estudios de Los Ángeles bajo la producción de Dave Sardy que ya colaboró con el grupo en su primer álbum "Get Born". Salió a la venta el 2/10/2006.
El grupo de los hermanos Cester ha empleado gran parte del 2005 y el 2006 en trabajar en este disco en estudios de Melbourne y Massachusetts. El proceso de grabación culminó en la primavera de 2006 con un maratón de creatividad en los estudios Hillside Manor de Dave Sardy. El grupo grabó 20 canciones, 14 de las cuales salen en el álbum.

## Listado de canciones
1. L'esprit D'escalier - 0:27
2. Holiday - 3:27
3. Put your money where your mouth is - 2:37
4. Bring it on back - 4:08
5. That's all lies - 2:44
6. King horses - 3:19
7. Shine on - 4:42
8. Come on come on - 4:25
9. Stand up - 4:32
10. Rip it up - 3:19
11. Skin and bones - 3:17
12. Shiny magazine - 3:28
13. Eleanor - 3:35
14. All you have to do - 4:36

Bonus Track (Edición especial lanzada en Japón)
1. Hold on - 4:02

- Datos: Q1972059